# Brévogne
La Brévogne est une rivière française du département du Calvados, de la région Normandie, affluent gauche du fleuve la Vire.

## Géographie
La Brévogne prend sa source en forêt de Saint-Sever à moins d'un kilomètre de la source de la Sienne, fleuve côtier de l'ouest de la Normandie. Elle se joint aux eaux de la Vire, à Coulonces après un parcours de 16,6 km dans le Bocage virois.

### Communes et cantons traversés
Dans le seul département du Calvados, la Brévogne traverse les deux communes nouvelles suivantes, de l'amont vers l'aval, de Noues de Sienne (source), Vire Normandie (confluence).
Soit en termes de cantons, la Brévogne prend source dans le canton de Vire Normandie, dans l'arrondissement de Vire. La Brévogne est sur le territoire de la communauté de communes Intercom de la Vire au Noireau.

### Bassin versant
Le bassin est étroit et se situe entre ceux de deux autres affluents de la Vire : la Virène au sud et la Drôme (par son affluent, la Cunes) au nord-ouest. Il avoisine le bassin de la Sienne, fleuve côtier, à l'ouest.

### Organisme gestionnaire
L'organisme gestionnaire est le Syndicat de la Vire et un SAGE est en cours d'élaboration.

## Affluents
De longueur modeste, la Brévogne a peu d'affluents. Le principal est un ruisseau, le Gué Fadet (rg), 5 km, avec un affluent et donc de rang de Strahler deux, notable pour la population du Bocage virois puisqu'il alimente les étangs du Vieux Château, site fréquenté en forêt de Saint-Sever.

### Rang de Strahler
Donc la Brevogne est de rang de Strahler trois par quatre affluents.

## Hydrologie
Son régime hydrologique est dit pluvial océanique.

## Aménagements et écologie

### Vallée de la Brévogne
- Église Saint-Martin de Mesnil-Clinchamps abritant une crypte du XIIe siècle inscrite aux Monuments historiques[3].
- Église Saint-Gilles de Coulonces, inscrite aux Monuments historiques[4].